# Can Casas (Alella)
Can Casas és un edifici d'Alella (Maresme) catalogat com a Bé Cultural d'Interès Local.

## Història
Al segle xiii, aquestes terres pertanyien al mas rònec Isern, i van mantenir-se com a erms o vinyes fins que el 1833 van ser adquirides per Joan Casas i Vilarrúbias, fabricant d'estampats i comerciant barceloní.
L’any 1863, el seu fill i hereu Ramon Casas i Jordà hi va fer construir una residència d'estiueig d'estil neoclàssic, seguint els gustos de l’època. La seva filla Camil·la Casas i Jover es casà amb el fabricant de paper Wenceslao Guarro i Menor, i fruit d'aquest matrimoni van néixer Lluís (que es casà amb Assumpció Tapís i Vilaregut), Concepció (casada amb Joaquim Pla) i Maria Guarro i Casas, soltera, que heretà la propietat. A la seva mort, la finca passà a mans de la seva neboda Núria Guarro, casada amb Joan Botey.

## Descripció
Es tracta d'una casa senyorial de tipus neoclàssic. De planta pràcticament quadrada, amb baixos, pis, unes golfes i una coberta amb una teulada de dos vessants que queda oculta per quatre frontons triangulars, dos d'ells falsos. Són de destacar els dos cossos laterals, que ocupen la planta baixa i el pis, a l'altura del qual s'obren en forma de porxos amb cinc arcades d'arc de mig punt suportades per dobles columnes, que precisament juntament amb les balustrades donen un aire purament neoclassicista i vuitcentista. El fet que existeixi una columnata doble, fa que es conjugui una estructura arquitravada amb l'arc de mig punt. El conjunt s'envolta d'un ampli jardí.